# Ибн Исхак
Ибн Исха́к (араб. ابن إسحاق‎;
704, Медина — 768 или 767, Багдад) — арабский историк, автор самой ранней биографии Мухаммеда, дошедшей до наших дней.

## Биография
Его полное имя: Абу Бакр Мухаммад ибн Исхак ибн Ясар ибн Хияр аль-Мадани (араб. أبو بكر محمد بن اسحاق بن يسار بن خيار المدني‎). Родился в Медине в 704 году. Его дед Ясар, который был христианином, стал одним из первых военнопленных из Ирака, которых привезли в Медину (согласно Мусабу аз-Зубайри). После принятия ислама он стал вольноотпущенником (мавла) Кайса ибн Махрамы. В детстве Ибн Исхак виделся со сподвижником Мухаммеда Анасом ибн Маликом.
Ибн Исхак собирал предания о жизни и военных походах Мухаммеда со слов мусульман, христиан и иудеев Медины. Из-за неприятностей, которые его постигли в этом городе, в 733 году Ибн Исхак переселился в Египет, в 737 году посетил Александрию, затем побывал в Куфе, Рее и Хире, где виделся с Абу Джафаром аль-Мансуром (аббасидский халиф в 754—775 годах), который предложил ему составить жизнеописание Мухаммеда. С 749 года проживал в Багдаде, где и был завершён этот труд.
Ибн Исхак умер в Багдаде и был похоронен на кладбище аль-Хайзуран. В определении даты его смерти есть разногласия: он умер либо в 150 году по хиджре (767 год; Амр ибн Али, Ибрахим Нафтавейхи и др.), либо в 151 г. х. (768 год; аль-Хайсам ибн Ади, Ахмад ибн Халид аль-Вахби и др.), либо в 153 г. х. (770 год; Али ибн аль-Мадини, Яхья ибн Маин, Закрие ас-Саджи). БСЭ и Советская историческая энциклопедия определяют дату смерти 767—768 годами.

## Научная деятельность
Magnum opus Ибн Исхака под названием «Сира расул Аллах» («Житие посланника Аллаха», араб. سيرة رسول الله‎), который является ценным источником по истории раннего ислама, был завершён в Багдаде и дошёл в редакции Ибн Хишама (ум. в 834).
Ибн Исхак передавал хадисы со слов многих мухаддисов и улемов того времени, среди них: его отец Исхак ибн Йасар, его дядя Муса ибн Йасар, Абан ибн Усман ибн Аффан, Мухаммад ибн Ибрахим ат-Тайми, Абу Джафар Мухаммад аль-Бакир, Макхуль, Ибн Шихаб аз-Зухри, Икрима ибн Халид аль-Махзуми и мн. др. От него передавали хадисы Абу Авана аль-Ваддах, Шу’ба ибн аль-Хаджжадж, Суфьян ас-Саури, Ибн Аун, Суфьян ибн Уяйна и др.
Он стал одним из первых, кто поведал миру трагическую историю Асмы бинт Марван.

## Оценки личности
Большинство традиционалистов II—III веков по хиджре считало Ибн Исхака надёжным передатчиком хадисов и особенно преданий о военных походах арабов в первые десятилетия хиджры. С похвалой о нём отзывались Ибн Шихаб аз-Зухри, Суфьян ибн Уяйна, Шу’ба ибн аль-Хаджжадж, Ахмад ибн Ханбаль и Яхья ибн Маин. Подытоживая мнения предшественников, Ибн Халликан писал: «Большинство учёных считало его в области хадиса надёжным; что же касается походов и жизнеописаний, то нельзя не сказать, что в этой области он стоит впереди всех». Али ибн аль-Мадини передал от Суфьяна ас-Саури, что аз-Зухри говорил: «Не перестанет быть знание в Медине, пока в ней есть он», подразумевая Ибн Исхака.
Были же и те, кто придерживался относительно Ибн Исхака противоположного мнения. Его обвиняли в том, что он был шиитом и кадаритом; из-за того, что он соединял в один рассказ одинаковые по содержанию хадисы различных передатчиков, его иснады не были безукоризненными; передавал со слов неизвестных (маджхуль) лиц, ссылался на тех, кого не видел и не слышал без упоминания промежуточного передатчика (то есть совершал тадлис), передавал хадисы со слов женщины, посещать которую не имел права и со слов потомков евреев, принявших ислам. Автор «Фихриста» обвинял его сообщении стихов в биографиях и ошибках в родословных. Во главе его критиков стоял основатель маликитского мазхаба Малик ибн Анас. Это стало следствием недоброжелательных высказываний Ибн Исхака о познаниях Малика в области хадисов. Впоследствии Ибн Исхак и Малик помирились.